# Reichsburg

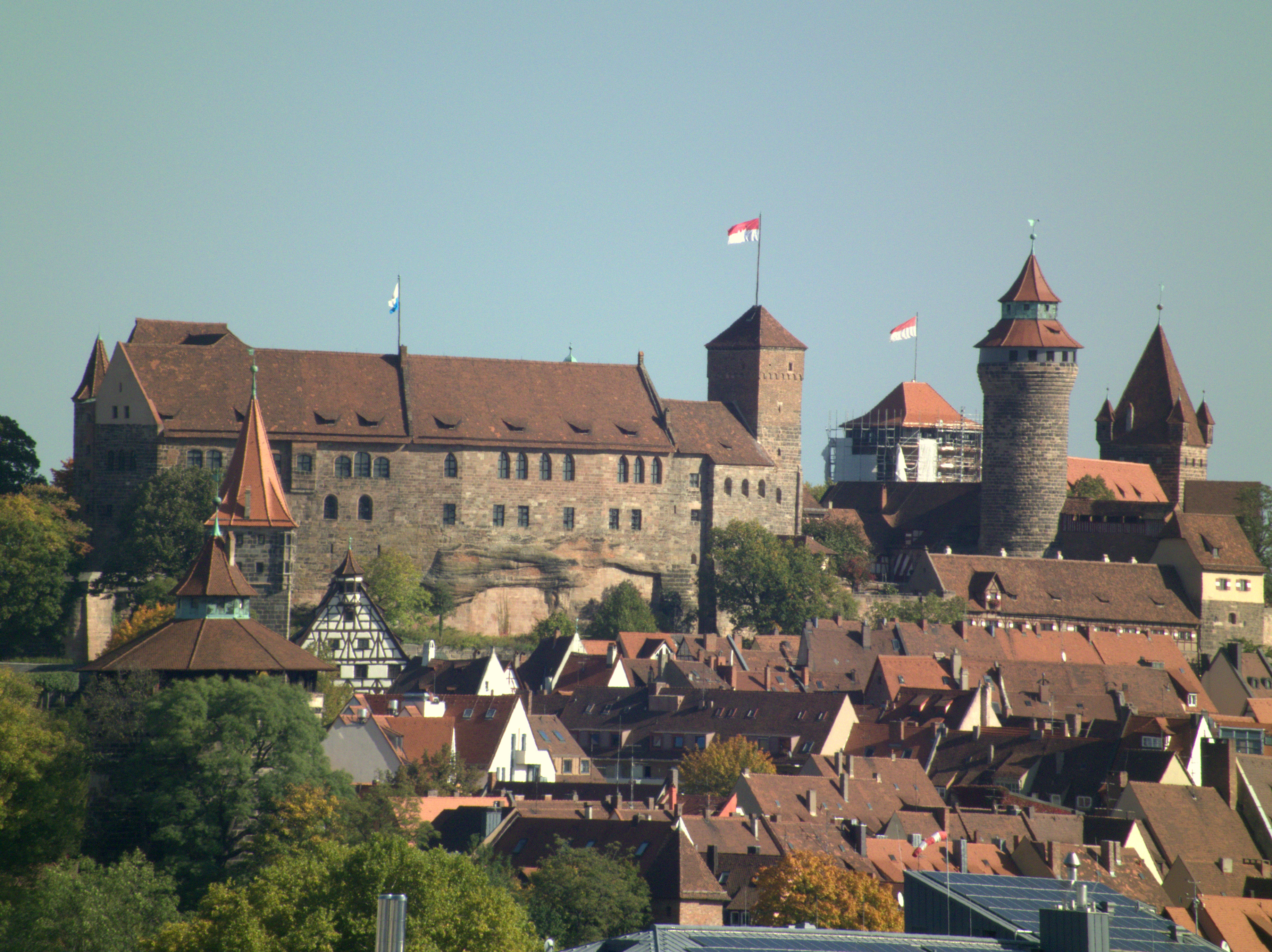
Die Nürnberger Kaiserburg

Als Reichsburg wird eine Burg bezeichnet, die zum Reichsgut gehörte, also dem Königsgut der römisch-deutschen Wahlkönige oder Kaiser, nicht aber zu deren privatem Hausgut. Mit dem Tod des jeweiligen Königs fielen sie folglich nicht an dessen Privaterben, sondern an seinen Nachfolger im Amt.

## Geschichte
Die Burgen konnten im Auftrag des Reichsoberhaupts errichtet oder auch erworben worden sein. Sie wurden von Burgmannen oder Reichsministerialen verwaltet. Das Ministerialamt war bisweilen erblich verlehnt und mit dem Burggrafentitel verbunden, so bei der Burggrafschaft Nürnberg.
Während im Frühmittelalter, sowohl im Fränkischen Reich auch im frühen Heiligen Römischen Reich, Könige und Kaiser mit ihren Höfen durchs Land reisten (Reisekönigtum) und in verschiedenen Königspfalzen vorübergehend Hof hielten, wurden die – meist gar nicht oder nur schwach befestigten – Pfalzen ab dem 13. Jahrhundert durch „Reichsburgen“ ersetzt. Anders als die Pfalzen, die meist in Ortschaften, Niederungen, Tälern oder an Flussufern gelegen waren, handelt es sich bei den Reichsburgen oft um Höhenburgen. Niederungsburgen (wie die Wenzelburg von Kaiser Karl IV. in Lauf an der Pegnitz) waren mit Wassergräben und Mauern befestigt. Die stärkere Befestigung der Pfalzen begann jedoch bereits in der Stauferzeit, wie die 3D-Rekonstruktion der von Kaiser Friedrich Barbarossa in der Mitte des 12. Jahrhunderts gestalteten burgähnlichen Kaiserpfalz Hagenau zeigt. Eine klare Unterscheidung zwischen burgartig befestigten Pfalzen und Reichsburgen ist daher nicht möglich.
Wie die Pfalzen, wurden im Hoch- und Spätmittelalter auch viele Reichsburgen von den deutschen Königen bzw. Kaisern als temporäre Residenzen genutzt. Da Mitte des 13. Jahrhunderts, nach dem Untergang der Staufer, die Königsmacht im Interregnum vorübergehend zusammengebrochen war, boten die Pfalzen in einer Zeit von Fehdewesen, Faustrecht und Raubrittertum auch den römisch-deutschen Königen nicht mehr genügend Sicherheit. Die meisten wurden aufgegeben, umgenutzt durch Städte oder lokale Fürsten, verschwanden unter neuer Bebauung oder verfielen. Doch in der Übergangszeit im 14. Jahrhundert wurden Pfalzen und Reichsburgen teilweise noch parallel benutzt; so hielt sich Karl IV., der seine böhmische Burg Karlstein nach neuesten fortifikatorischen Erkenntnissen errichten ließ, als letzter Kaiser 1354 noch in der Ingelheimer Kaiserpfalz auf, die Karl der Große Ende des 8. Jahrhunderts hatte errichten lassen und deren Ringmauer mittlerweile verstärkt worden war.
Die Pfalzen waren ursprünglich im Kerngebiet des Fränkischen Reiches entstanden, im heutigen Nordfrankreich, Wallonien und westlich des Rheins. Nachdem infolge der Eroberungen der Karolinger aus dem Ostfrankenreich das Heilige Römische Reich entstanden war, konzentrierten sich die Königspfalzen bei den noch verbliebenen städtischen Resten der Römerzeit, den ältesten Städten Deutschlands, die meist an schiffbaren Flüssen lagen, welche rasches und bequemes Reisen ermöglichten und auch die Versorgung erleichterten, hauptsächlich an Rhein, Main und Donau. Dort lagen auch viele alte Bischofssitze. Unter den Ottonen verlagerte sich der Schwerpunkt ins Stammesherzogtum Sachsen, unter den Saliern zurück an den Rhein, in der Stauferzeit in die Regionen, wo die Staufer ihr Hausgut besaßen, nach Schwaben, Franken, der Pfalz und dem Elsass. Das Hausgut wurde nach dem Aussterben der Staufer Mitte des 13. Jahrhunderts zumeist dem Reichsgut zugeschlagen. Dort entstanden dann auch entsprechend viele Reichsburgen. Zu ihnen gehörten meist ganze Territorien mit Dörfern und Städten, die von Reichsministerialen verwaltet wurden, die die Funktion der früheren Pfalzgrafen übernommen hatten. Häufig lagen die Reichsburgen – wie zuvor die Pfalzen – auch in der Nähe der ausgedehnten Reichswälder, die dem reisenden Hof zur Versorgung und Jagd dienten. Allerdings gelangten viele Reichsburgen im Spätmittelalter durch Verlehnung an lokale Fürsten, Grafen oder Bischöfe, bisweilen auch an die sie verwaltenden Reichsministerialen.

## Liste von Reichsburgen

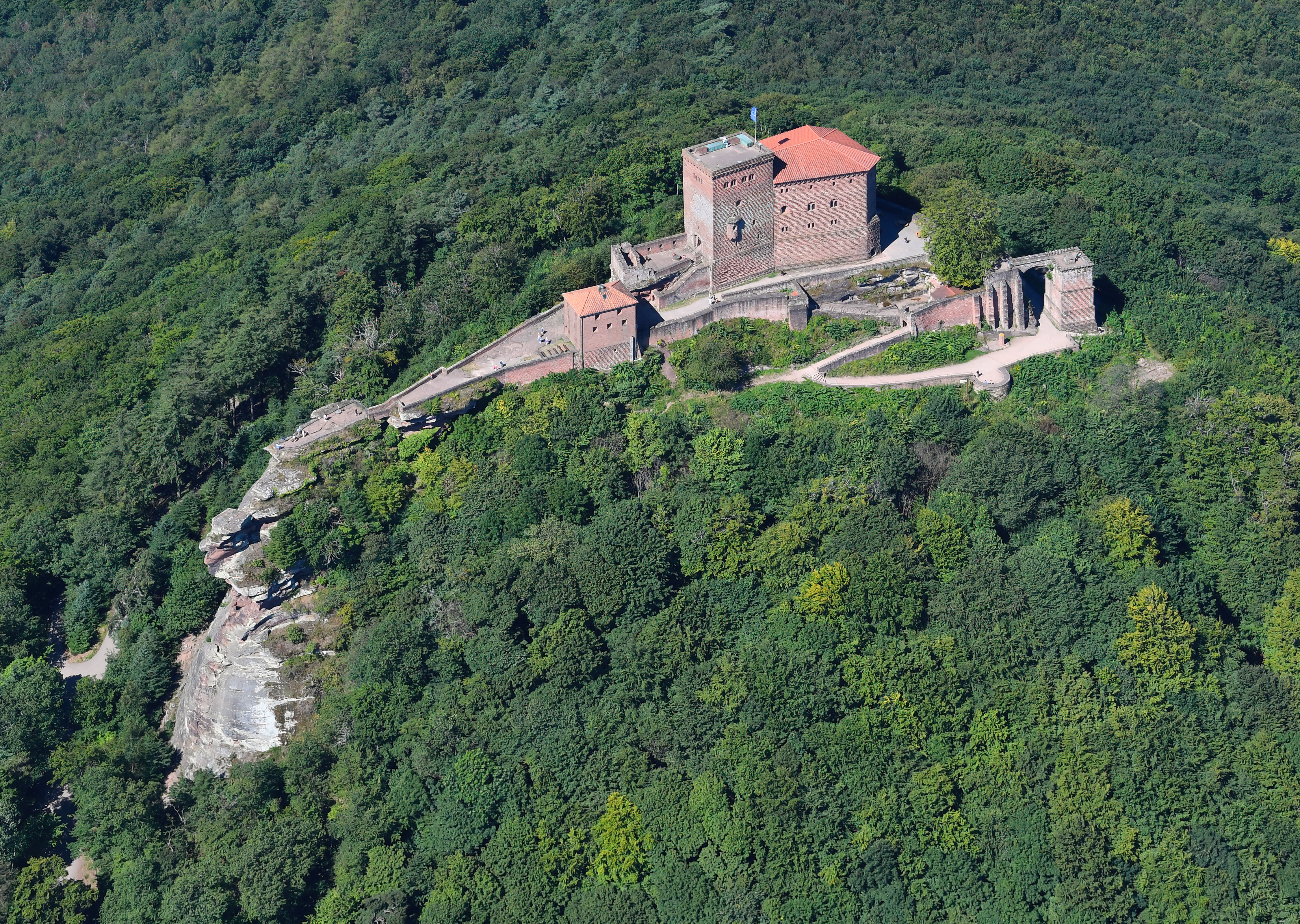
Reichsburg Trifels

### In Deutschland
Baden-Württemberg:

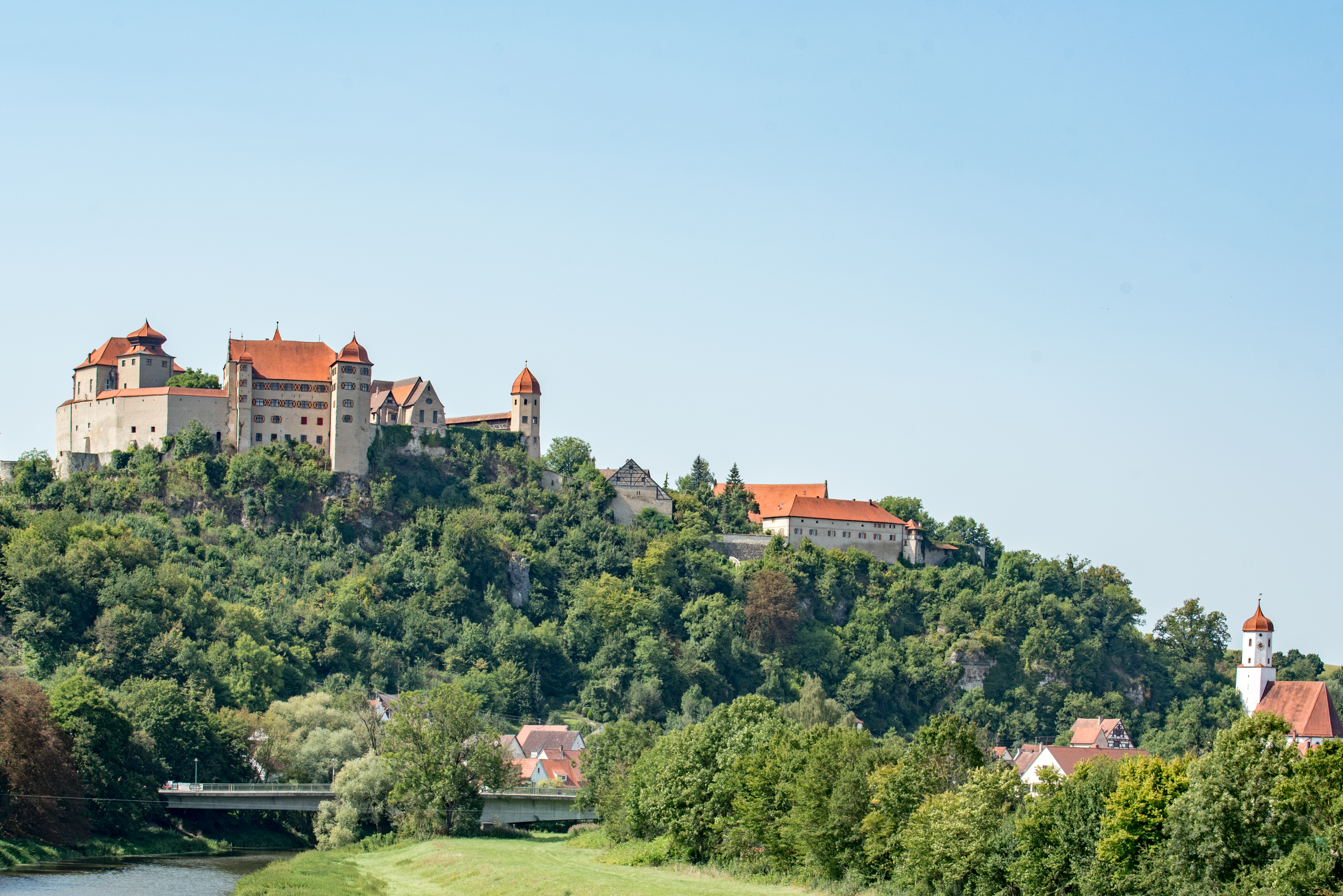
Burg Harburg, einst eine staufische Reichsburg

- Reichsburg Breisach (Breisach am Rhein)
- Reichsburg Grüningen (Markgröningen)
- Burg Stettenfels (Untergruppenbach)
- Burg Reichenstein (Neckargemünd)
- Burg Flochberg (Bopfingen)[2]

Bayern:
- Nürnberger Burg (Nürnberg)
- Rothenburg (Rothenburg ob der Tauber)
- Burg Harburg (Harburg (Schwaben))[3]
- Burg Alerheim (Alerheim)[4]
- Burg Wallerstein (Wallerstein)[5]
- Burg Königsberg (Königsberg)
- Burg Wildenberg (Preunschen)
- Burgstall Schwedenschanze (Cham)

Hessen:
- Boyneburg (Wichmannshausen)
- Kaiserpfalz Gelnhausen (Gelnhausen)
- Burg Rödelheim (Rödelheim)
- Burg Friedberg (Friedberg)
- Burg Hayn (Dreieichenhain)
- Burg Kalsmunt (Wetzlar)
- Burg Münzenberg (Münzenberg)

Niedersachsen:
- Harliburg (Vienenburg)
- Harzburg (Bad Harzburg)

Nordrhein-Westfalen:
- Burg Berenstein (Bergstein)

Rheinland-Pfalz:
- Ramburg (Ramberg)
- Reichsburg Cochem (Cochem)
- Reichsburg Landskron (Bad Neuenahr-Ahrweiler)
- Reichsburg Trifels (Annweiler)
- Burg Berwartstein (Erlenbach bei Dahn)
- Burg Guttenberg (Oberotterbach)
- Burg Hammerstein (Hammerstein)
- Burg Kübelberg (Schönenberg-Kübelberg)
- Burg Landeck (Klingenmünster)
- Burg Landskron (Oppenheim) (Oppenheim)
- Burg Lindelbrunn (Vorderweidenthal)
- Burg Meistersel (Ramberg)
- Schloss Schöneck (Boppard)
- Wegelnburg (Schönau)
- Wildburg (Sargenroth)

Saarland:
- Burg Kirkel (Neuhäusel)

Sachsen:
- Burg Döben (Grimma, Ortsteil Döben)
- Burg Mylau (Mylau)

Sachsen-Anhalt:
- Alter Falkenstein (Falkenstein/Harz)
- Beyernaumburg (Beyernaumburg)

Thüringen:
- Reichsburg Kyffhausen (Steinthaleben)

### In Frankreich
- Burg Girbaden (Mollkirch, Département Bas-Rhin)
- Hohkönigsburg (Orschwiller, Département Bas-Rhin)
- Burg Kaysersberg (Département Haut-Rhin)
- Pflixburg (Wintzenheim, Département Haut-Rhin)

### In der Schweiz
- Burg Gümmenen (Gümmenen, Kanton Bern)
- Burg Nydegg (Bern, Kanton Bern)
- Burg Weissenau (Unterseen, Kanton Bern)

### In Italien
- Castello dell’Imperatore in Prato (Toskana)